# Чемпионат Европы по мини-футболу среди молодёжных команд
Чемпионат Европы по мини-футболу среди молодёжных команд (Молодёжный чемпионат Европы по мини-футболу; англ. European Under 21 Futsal Tournament) — международное мини-футбольное соревнование среди молодёжных национальных мини-футбольных сборных Европы. Чемпионат Европы проводится управляющим органом европейского футбола УЕФА, и участвовать в нём могут молодёжные (не старше 21 года) мужские мини-футбольные национальные сборные всех стран-членов УЕФА.
Первый и пока единственный чемпионат прошёл в декабре 2008 года в Санкт-Петербурге, и чемпионом стала сборная России, обыгравшая в дополнительное время сборную Италии. Пока официальная информация о проведении следующих первенств отсутствует.

## Результаты
| 2008 Детально | Санкт-Петербург | Россия | 5 - 4 (ОТ) | Италия | Украина | Испания |